# USS Seawolf (SSN-575)
| АПЧ типу «Сівулф»                                    | АПЧ типу «Сівулф»                                   | АПЧ типу «Сівулф»                                   |
| ---------------------------------------------------- | --------------------------------------------------- | --------------------------------------------------- |
| USS Seawolf (SSN-575)                                |                                                     |                                                     |
|                                                      |                                                     |                                                     |
| «Сівулф»виходить з бухти Сан Франциска, серпень 1977 |                                                     |                                                     |
| Під прапором                                         | США                                                 | США                                                 |
| Спуск на воду                                        | 21 липня 1952 р. (1 човен)                          | 21 липня 1952 р. (1 човен)                          |
| Виведений зі складу флоту                            | 30 березня 1987 р                                   | 30 березня 1987 р                                   |
| Сучасний статус                                      | утилізований                                        | утилізований                                        |
| Проєкт                                               |                                                     |                                                     |
| Тип ПЧ                                               | АПЧТ                                                | АПЧТ                                                |
| Розробник проєкту                                    | Electric Boat                                       | Electric Boat                                       |
| Класифікація НАТО                                    | Seawolf                                             | Seawolf                                             |
| Основні характеристики                               |                                                     |                                                     |
| Швидкість (надводна)                                 | 23 вузлів (43 км/год)                               | 23 вузлів (43 км/год)                               |
| Швидкість (підводна)                                 | 19 вузлів (35 км/год)                               | 19 вузлів (35 км/год)                               |
| Гранична глибина занурення                           | 90 м                                                | 90 м                                                |
| Автономність плавання                                | 89 днів , 150000 миль (245 000 км. ходу)            | 89 днів , 150000 миль (245 000 км. ходу)            |
| Екіпаж                                               | 101 осіб                                            | 101 осіб                                            |
| Розміри                                              |                                                     |                                                     |
| Довжина найбільша (по КВЛ)                           | 103 м (129 м після модернізації 1971-1973 рр.)      | 103 м (129 м після модернізації 1971-1973 рр.)      |
| Ширина корпусу найб.                                 | 8,5 м                                               | 8,5 м                                               |
| Середня осадка (по КВЛ)                              | 7,0 м                                               | 7,0 м                                               |
| Озброєння                                            |                                                     |                                                     |
| Торпедно- мінне озброєння                            | 6 носових ТА калібру 21 дюймів — 533 мм, 24 торпеди | 6 носових ТА калібру 21 дюймів — 533 мм, 24 торпеди |
| Зображення на Вікісховищі                            |                                                     |                                                     |

«Сівулф» (англ. USS Seawolf (SSN-575)) -  унікальний експериментальний підводний човен ВМС США, третій з назвою  Seawolf, другий з ядерним реактором і єдиним в США з рідинно-металічним теплообмінником ядерного реактора. Але цей реактор виявився незадовільним для флоту і був пізніше замінений на більш надійний і безпечніший водо-водяний.

## Порівняння з човном «Наутілус»
Човен був побудований за тим самим базовим проєктом як і його попередник Наутілус; півторакорпусний двогвинтовий, з подібними обводами корпусу і т.д., але його рухова енергетична установка була, з іншим теплоносієм.
При використанні водо-водяних реакторів є певні проблеми пов'язані водяними трубопроводами через котрі передається тепло у вигляді пару і під тиском. Окрім цього, при активному випаровуванні теплоносія є можливим тепловий вибух. Тобто є небезпека аварій з руйнуванням першого контуру ядерного реактора, і для того аби уникнути таку можливість була запропоновано використання рідкого металу як теплоносія. Рідкий метал не потребує високого тиску, але він реагує з киснем і воднем, що може спричинити також аварію. І рідкий метал буває рідким тільки  при певній високій температурі, а коли реактор є неробочим, то такий теплоносій потрібно нагрівати аби він не затвердів і не вивів з ладу реактор, що створювало великі проблеми з обслуговуванням такої енергетичної установки.
Тому вже через два роки було вирішено поміняти на човні «Сівулф» рідинно-металічний реактор на водо-водяний, й розв'язувати проблеми з водяним теплоносієм шляхом укріплення трубопроводів і корпусу реактора. Тому навіть і на сучасних  АПЧ вага ядерної енергетичної установки це біля третини ваги усього човна.

## Історія
Човен був закладений 7 вересня 1953 року на корабельні Electric Boat у  місті Гротон, штат Коннектикут. Спущений на воду 21 липня 1955 року і переданий флоту 30 березня 1957 року.

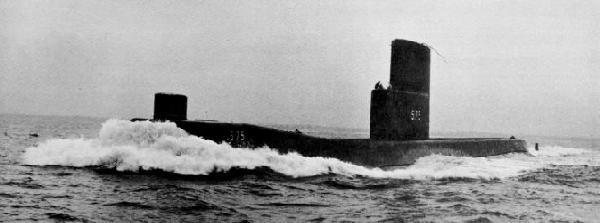
«Сівулф»

### 1957-1959
2 квітня 1957 року човен виконав пробне плавання до Бермудських островів і повернувся  8 травня. У період з 16 травня по 5 серпня виконав дві подорожі на Кі-Уест і брав участь у військових навчаннях.
3 вересня відбув у Північну Атлантику для участі в навчаннях НАТО. Підводний човен сплив у Ньюпорт, Род-Айленд, 25 вересня після підводного походу пройшовши 6331 морську милю (10320 км). Наступного дня, Президент США Дуайт Ейзенхауер провів коротку подорож на човні «Сівулф».
Виконав навчальний похід у Карибському морі у листопаді. Від грудня до 6 лютого 1958 стояв у порту. 7 серпня човен занурився і сплив  6 жовтня, пройшовши під водою понад 13 700 морських миль (25400 км).
Човен повернувся на Electric Boat у Гротон, штат Коннектикут, 12 грудня 1958 року для заміни рідинно-металічного реактора S2G на водо-водяний  S2Wa. Заміна реактора тривала до 30 вересня 1960 року. 18 квітня 1959 видалений реактор  S2G був  герметизований поміщенням у 30-футову (15-ти тонну) ємність з нержавіючої сталі, відбуксирований в море на баржі, а потім затоплений разом з баржею в 120 милях на схід від Меріленда на глибині  9100 футів. (4500 м.). Де перебуває і сьогодні 

### 1960-1966
25 жовтня 1960 човен почав одиночні походи й повернувся в грудні. 9 січня 1961 вирушив до Сан-Хуана, Пуерто-Рико, щоб взяти участь у місцевих навчаннях.
25 січня йому наказали знайти та відстежувати португальський пасажирський лайнер Santa Maria, який був захоплений піратами двома днями раніше. Підводний човен знайшов лайнера біля берегів Бразилії 1 лютого. Після того захоплювачі лайнера “Santa Maria” здалися в Ресіфі, підводний човен повернулася в Сан-Хуан і продовжував плавати біля східного узбережжя США.
7 липня  почав двомісячний океанографічний рейс, під час якого відвідував Портсмут (Англія), й повернувся в Нью-Лондон 19 вересня 1961 року.
В 1963 році брав участь у пошуках втраченого внаслідок аварії човна USS Thresher (SSN-593) і брав участь у різних місцевих морських військових походах до квітня 1964.
28 квітня 1964 човен вийшов з Нью-Лондоні та попрямував до Середземного моря  де три з половиною місяці ніс службу у складі  шостого флоту США до  5 травня 1965 року. І потім попрямував у США  для заправки та капітального ремонту аби убезпечитися від подібної аварії внаслідок котрої загинув човен АПЧ «Трешер». Цей  ремонт тривав до вересня 1966

### 1967-1973
24 серпня 1967 відплив з Портсмуту, штат Нью-Гемпшир, у Нью-Лондоні, штат Коннектикут, який став знову його рідним портом. В наступному місяці прибув в Карибське море для підвищення кваліфікації екіпажу і для випробувань зброї.
На початку жовтня був замінений веслувальний гвинт у Чарльстоні, штат Південна Кароліна, а потім провели ходові випробування біля Багамських островів протягом решти цього місяця. Кінець 1967 провів у рідному порту.
Сів на мілину біля берегів штату Мен 30 січня 1968 року і був відбуксирований назад в Нью-Лондон, для ремонту і не виходив в море  до 20 березня 1969 року, коли  почав ходові випробування.
Підводний човен перебував в Карибському морі в червні та липні 1969 року, проводячи підводні випробування гідроакустики й систем озброєння.
З 29 вересня по 21 грудня 1969 ніс службу у складі шостого флоту США, а потім перебував біля східного узбережжя США. 9 листопада 1970 року змінив порт прописки на Вальєхо, штат Каліфорнія, і відбув  на Західне узбережжя  17 листопада,  через Панамський канал.
Був поставлений в сухий док 8 січня 1971 для капітального ремонту і модернізації, внаслідок чого довжина його корпусу, в носовій частині, була збільшена на 26 метрів, для встановлення спеціального розвідувального обладнання, і залишався там до 21 червня 1973 року.

### 1974-1978
У 1974 році було завершено тестування після модернізації та човен виконав  свій перший похід в складі Тихоокеанського флоту, в котрому провів три місяці. Внаслідок чого, за виконання покладених на човен обов'язків був нагороджений.
У 1975 році  був знову подібний похід і знову була човном отримана державна нагорода за “бойові заслуги”. У 1976 році човен знову дали нагороду “за видатні досягнення”.
Під час свого другого розгортання, в складі Тихоокеанського флоту, човен проводив одиночні підводні операції протягом трьох місяців і продемонстрував добру витривалість, залишаючись під водою 89 днів підряд, за що й отримав нагороду.
У 1977 році човен отримав третю нагороду “за ефективність” і другу “за видатні досягнення”. Під час свого третього походу, в складі Тихоокеанського флоту, човен провів 79 днів  під водою. У 1978 році виконав свій четвертий похід у складі Тихоокеанського флоту. Деякі з перерахованих вище походів були згадані в книзі “Blind Man's Bluff: The Untold Story of American Submarine Espionage”, про американське підводну розвідку, опублікованої в 1998 році, де зокрема говориться про перебування човна «Сівулф» в радянській гавані.

### 1981-1987
У серпні 1981 року човен розпочав виконання  п'ятого походу у складі Тихоокеанського флоту, з котрого повернувся в порт приписки в жовтні 1981 року, і отримав за це військово-морську медаль.
У 1983 році був шостий похід, котрий тривав 76 днів під водою, з якого повернувся в Mare Island Naval Shipyard, у травні 1983 році й нагороджений.
У 1984 році човен провів 93-денний похід у західній частині Тихого океану, повернувся в липні, і продовжив високий робочий темп з численними місцевими операціями. Був знову нагороджений.
У квітні 1986 року човен провів свій останній похід в західній частині Тихого океану і повернувся на острів Маре в червні 1986 року для підготовки до виведення з експлуатації.
Виведений з флоту 30 березня 1987 року, вилучений зі списків кораблів флоту 10 липня 1987. Утилізація човна тривала з 1 жовтня 1996 до 30 вересня 1997 року.